# アナス・アチャバール
アナス・アチャバール（Anass Achahbar、1994年1月13日 - ）は、オランダ・南ホラント州デン・ハーグ出身のモロッコ系オランダ人のサッカー選手。シェプシOSKスフントゥ・ゲオルゲ所属。ポジションはフォワード。
オランダ国内でも人によってアシャバール、アハバールとも発音されるが、本人はアチャバールと発音している。

## 経歴

### クラブ
VCSを経て8歳でフェイエノールト・ユースに移り、カリム・レキク、テレンス・コンゴロ、カイル・エベシリオ、トニー・フィリェナ、ジャン・パウル・ボエチウスと共にユースの各世代を経て2010-11シーズンにU17の国内リーグで得点王と最優秀選手になり、国外の多くのビッグクラブから関心を集める中でフェイエノールトと3年のプロ契約を結んだ。
2011-12シーズンはU19の試合に出場しながらトップチームのトレーニングにも参加し度々ベンチ入りしていた。2011年8月28日にSCヘーレンフェーンとのホームゲームにおいてケルヴィン・レールダムとの交代でトップチーム初出場。9月20日のKNVBカップの AGOVVとのホームゲームでは途中出場で4点目となるゴールを決めて、トップチームでの初ゴールを記録。
2012-13シーズンは正式にトップチームに昇格。シーズン開始前にはストライカーの補強が進まないチームにおいて ロナルド・クーマン監督は「このままならアチャバールが第1ストライカー」とコメント。しかしフェイエノールトが移籍市場の最終日にグラツィアーノ・ペッレのレンタル移籍に成功したことで、このシーズンもベンチからの途中出場が続いた。8月23日のACスパルタ・プラハとのUEFAヨーロッパリーグ・プレイオフのホームゲームではロスタイムに右足でのヒールキックでチームを救う同点ゴールを決め、欧州戦での初ゴールを記録した。しかし次第にクーマンの構想から外れ、2013-14シーズンはペッレ、ミチェル・テ・フレーデに続く3番手としてフェイエノールトでの出場機会の見込みがないためにドイツ2部のアルミニア・ビーレフェルトにレンタルされた。
フェイエノールトに戻り、契約最終年となった2014-15シーズンも、新加入のコリン・カジム＝リチャーズとテ・フレーデの壁が厚く、トップチームでの出場機会は得られずリザーブでサイドや中盤での出場が続いた。しかし、フレット・ルッテン監督のもとで辛抱強くトレーニングを続け、シーズン後半戦からは途中出場でプレーする機会が増加。3月15日のFCドルトレヒトとのアウェイゲームで79分から途中出場し、ついに本来のポジションで起用されると、1-1で迎えたロスタイムにヘディングシュートを決めてエールディヴィジ初ゴール、チームに勝利をもたらした。さらにカジム・リチャーズが怪我でスタメンを外れた3月22日のPSVアイントホーフェンとのホームゲームでスタメン起用されると、美しいボレーによる2ゴールでチームを勝利に導き、オランダの現地メディアVoetbal Internationalによってこの週のベスト・プレイヤーに選ばれている。この試合の1点目のボレーシュートはシーズン後にフェイエノールトのシーズン・ベスト・ゴールに選ばれている。その成長と価値が認められ、5月13日に2017年までとなる契約延長を結んだ。
2014-15シーズン終盤、解任されたフレット・ルッテンに代わって前倒しで監督に就任したジョバンニ・ファン・ブロンクホルストはヘーレンフェーンとの欧州戦PO第2戦でカジム・リチャーズではなくアチャバールをスタメン起用。先制ゴールを決めるもチームは2試合を通してヘーレンフェーンに敗れたが、ファン・ブロンクホルストは「アナスは良くやった。彼はおそらく我々の持つ最高のストライカー」とそのプレーを讃えた。
だが新シーズンもファン・ブロンクホルストの第1候補になることは無く、ディルク・カイト、ミシェル・クラーメルの加入でベンチにも入れない試合が続いた。2016年冬にカジム・リチャーズが移籍したことでようやくベンチ入りできるようになり、2016年1月28日のSCヘーレンフェーン戦ではオーバーヘッドキックでゴールを決め、シーズン後にフェイエノールトのシーズンベストゴールに選ばれた。しかし、その後もファン・ブロンクホルストは「もっとフィットしないといけない」とアチャバールの起用に慎重な姿勢を崩さず、結局3番手のままシーズンを終える。「監督からは出場時間を得られないことについて説明は全くなかったし、それほど話もしていない」とアチャバール自身が語るなど、翌シーズンに向けても出場機会を得られる見込みが無かったため、契約1年を残してPECズヴォレへの移籍が発表された。契約期間は4年。

### 代表
オランダ代表のU-17代表で9番を背負ったアチャバールはフェイエノールト・ユースを中心としたチームで得点を量産。2011年5月にセルビアで行われた欧州選手権では数多くのアシストを記録し、欧州制覇に貢献した。

## プレースタイル・評価
テクニックに優れ、特に左足から繰り出されるトリッキーなヒールキックがアチャバールの代名詞である。サイドでもプレーできるドリブル能力と力強いシュート、さらにポストプレイヤーとして周りを使う視野と技術を備えているが小柄なために競り合いで力負けするシーンも多い。
2011年の17歳以下欧州選手権で与えたインパクトによって、UEFA会長ミシェル・プラティニは表彰式でアチャバールにメダルを渡す際に「君は素晴らしいフットボール選手だ」と讃えた。同大会後にはイタリア・メディアに「クラース・ヤン・フンテラールとロビン・ファン・ペルシの後継者としての素質を持ったFW」と書かれている。
2011-12シーズンにフェイエノールトでプレーしたヨン・グイデッティはそのシーズン後に「技術的には、欧州ではアナス以上の選手はほとんどいない」と語った。
ロナルド・クーマンはトレーニングでのアチャバールにプロとしての姿勢を感じず、デビュー後次第に冷遇していったが、ビーレフェルトでの経験を経てチームのために汗を流すハードワークの精神を身につけたアチャバールをフレット・ルッテンは評価し、2014-15シーズン後半から次第に出場機会を与えていった。

## タイトル
代表
- UEFA U-17欧州選手権 : 2011